# スラッシュ55号
スラッシュ55号（すらっしゅごじゅうごごう）は、日本のツインボーカルカラオケユニット。
コント55号の激しいヘッドバンギングにインスパイアされ1991年に結成された。ユニット名はコント55号をもじったもので、スラッシュ欽一とスラッシュ二郎も萩本欽一と坂上二郎からきている。
「ホイと言ったらホイと言え!!」が合い言葉で、ハイテクノロジー・スーサイドや猛毒のthe CRAZY-SKBと、AIDSのキャロライン山田の2人がデス声でカラオケを絶叫する。小泉今日子の『渚のはいから人形』や、葛城ユキの『ボヘミアン』が持ち歌。数々のバンドで過激なパフォーマンスを繰り広げるクレイジーだが、このユニットではコミカルな要素が強く、「殺害サミット」や「フジヤマ新奇劇」では大受けで会場が笑いに包まれた。『DOLL』のインタビューでクレイジーは、「ただカラオケを怒鳴り散らして歌っているだけなのに、なぜカセットがあんなに売れるのか、客があんなに来ちゃうのか解ってない」と語っている。
特に発表は無いが既に解散したと思われる。

## メンバー
- スラッシュ欽一 - ボーカル（恐悪狂人団、猛毒、ハイテクノロジー・スーサイドなど多数）
- スラッシュ二郎 - ボーカル（ex.AIDS）

旧メンバー
- スラッシュ二郎（初代） - ボーカル

## 略歴

### 1991年
- クレイジーとスラッシュ二郎によって結成。
- スラッシュ二郎の脱退後にキャロライン山田が二代目スラッシュ二郎として加入。
- 11月8日 - 1stテープ『カラオケ天国』発売。
- VAカセット『INTERNATIONAL Compilation PRIVATE RECORDINGS♯2』発売。

### 1992年
- 3月14日 -  渋谷La.mamaでデビュー。
- 7月29日 -  岡山玉島ラビットランド大ホール（ワンマン）
- 8月15日 -  渋谷La.mama「殺害サミット'92」に出演。
- 11月5日 -  VAビデオ『殺害と書いてゲテモノと読む!!』発売。
- 12月31日 -  VAアルバム『全日本殺害最凶ゲテモノ王座決定リーグ戦』発売。

### 1993年
- 2月7日 - 心斎橋CLUB QUATTRO「フジヤマ新奇劇」に出演。
- 4月3日 -  岡山PEPPERLAND（ワンマン）「恐怖の無謀企画 殺害4DAYS」の3日目にワンマンでライブが行われた。4日連続で殺害のバンドがワンマンライブを行ったイベントで、他は1日猛毒、2日AIDS、4日恐悪狂人団だった。
- 4月10日 -  2ndテープ『スラッシュ55号全曲集』発売。
- 8月22日 - 渋谷La.mama「殺害サミット'93～ファイナル～」に出演。
- 10月1日 - 1stビデオ『スラッシュ55号のどこまでやるの!?なんてこったい。ホイ!ホイ!!』とVAビデオ『殺害オムニバスビデオ』が同時発売。
- 10月10日 - 『無許可!!盗み撮り投稿ビデオ 殺害サミット'93』発売。
- 10月11日 - 渋谷La.mama「フジヤマ新奇劇」に紙オムツ姿で出演。
- 11月23日 - 岡山PEPPERLAND「山田友子結婚おめでとうウエディングパンティーライヴ!」にAIDSとともに出演。キャロライン山田の実姉結婚を祝ってのライブ。
- 3rdテープ『もしもピアノが引けたなら』発売。

### 1994年
- 3月26日 - 渋谷La.mama「半透明に替えてください。～フジヤマ開店十周年記念興行～」に紙オムツ姿で出演。これが最後のライブとなった。
- VAビデオ『スラッシュ55号対AIDS THEカップリング2色弁当 By丸正食品』発売。
- VAビデオ『半透明に替えて下さい』発売。

## 作品

### カセット
カラオケ天国（1991年11月8日 殺害塩化ビニール）
高田馬場のカラオケBOXにドラムマシーンとディストーションを持ち込んで収録した1stテープで、初代スラッシュ二郎 在籍時の作品。限定100本。
スラッシュ55号全曲集（1993年4月10日 殺害塩化ビニール）
抽選で非売品エプロンがプレゼントされた。限定800本。尚、限定2枚2万円でCD化されフジヤマで販売された。
もしもピアノが引けたなら（1993年 フジヤマ）
3rdテープ。フジヤマのみの販売。

### その他参加作品
INTERNATIONAL Compilation PRIVATE RECORDINGS♯2（1991年 動力鉄Pipe-Factory）
動力鉄Pipe-FactoryからリリースされたVAカセット
全日本殺害最凶ゲテモノ王座決定リーグ戦（1992年12月31日 殺害塩化ビニール）
ピンクレディーメドレーで参加。限定2枚のCD版『スラッシュ55号全曲集』以外では唯一のCD音源。限定2500組。

### ビデオ
殺害と書いてゲテモノと読む!!（1992年11月5日 殺害塩化ビニール）
1992年8月15日 渋谷La.mama「殺害サミット'92」のライブを収録。限定1000本
殺害オムニバスビデオ（1993年10月1日 殺害塩化ビニール）
1992年4月2日 岡山PEPPERLANDのライブを収録。限定500本
スラッシュ55号のどこまでやるの!?なんてこったい。ホイ!ホイ!!（1993年10月1日 殺害塩化ビニール）
幻の赤ネット爆竹爆破デスカラオケ完全収録。限定500本
無許可!!盗み撮り投稿ビデオ 殺害サミット'93（1993年10月10日 殺害塩化ビニール）
1993年8月22日 渋谷La.mamaのライブを収録。フジヤマのみの販売。限定30本
スラッシュ55号対AIDS THEカップリング2色弁当 By丸正食品（1994年 殺害塩化ビニール）
1993年11月23日 岡山PEPPERLANDと10月11日 渋谷La.mamaのライブを収録。フジヤマのみの販売。限定30本
半透明に替えて下さい（1994年 フジヤマ）
1994年3月26日 渋谷La.mamaで行われたライブを収録。フジヤマのみの販売。